# 逃亡者 (1990年の映画)
『逃亡者』（とうぼうしゃ、原題：Desperate Hours）は、1990年に製作されたアメリカの映画。マイケル・チミノ監督作品。字幕は戸田奈津子。1955年にハンフリー・ボガートが主演した映画『必死の逃亡者』のリメイク作品。全米週末興行収入成績初登場第9位（1990年10月5日-10月8日）。

## あらすじ
判決直前に、凶悪犯のボズワースは弁護士のナンシーと脱獄を企て逃亡に成功し、郊外に住むティムの一家を人質に取り立てこもる。

## キャスト
※括弧内は日本語吹替
- マイケル・ボズワース - ミッキー・ローク（安原義人）

重罪で逮捕された凶悪犯。高い知能を持つ。法廷の場で隙をついて逃走する。
- ティム・コーネル - アンソニー・ホプキンス（田中信夫）

弁護士。運悪く、逃亡したマイケルたちに家に忍び込まれて占領される。
- ノーラ・コーネル - ミミ・ロジャース（宗形智子）

ティムの妻。
- ブレンダ・チャンドラー - リンゼイ・クローズ（沢田敏子）

FBIの捜査官。
- ナンシー・ブレイヤーズ - ケリー・リンチ（勝生真沙子）

弁護士。実はマイケルの愛人。
- レキシントン - ジョン・フィン
- コネリー - ピーター・クロンビー（英語版）
- ウォリー・ボズワース - イライアス・コティーズ（古田信幸）

マイケルの弟。
- アルバート - デヴィッド・モース（仲野裕）

マイケルの仲間。
- メイ・コーネル - ショウニー・スミス（林原めぐみ）

ティムとノラの娘。
- ザック・コーネル - ダニー・ジェラード（英語版）（亀井芳子）

ティムとノラの息子。寒いのに半ズボンを履く元気な少年。
- カイル - マット・マクグラス（英語版）（子安武人）
- エド - ジェリー・バマン（英語版）（清川元夢）

不動産屋。
- マッドクス - ディーン・ノリス（仲木隆司）
  - テレビ東京版吹替：1992年7月23日『木曜洋画劇場』

## その他
ミッキー・ローク、マイケル・チミノ、ディノ・デ・ラウレンティスら『イヤー・オブ・ザ・ドラゴン』のキャスト、スタッフにより製作された。衣装は高級百貨店「バーニーズ・ニューヨーク」が提供している。ミッキー・ロークはジョルジオ・アルマーニのスーツを、ケリー・リンチはダナ・キャランのスーツをそれぞれ着用している。